# 東頭角 (學甲)
東頭角是臺灣臺南市學甲區的一個傳統地域名稱，為舊時學甲十三庄中洲庄內的聚落角頭頭之一，其境內的角頭廟為慈福宮，屬於學甲慈濟宮八個董事代表選舉區中的西部郊區，目前行政區規畫為學甲區光華里，聚落中以邱姓為大姓。

## 地理位置與交通
該聚落位置在中洲庄頭的東邊，但中洲庄地區因後來不斷有居民移入，故而所屬的行政區域經常變更，另外，目前東頭角確切的聚落位置也為較不明顯，聚落位於174號道路的6K+900M處。並且，道路由西往東的區域範圍內，將整個中洲地域分成3個大的生活地區，即：中洲、學甲、山寮等地區，東頭角則是位於其中的中洲地區。 

## 聚落脈絡
初期的東頭角為邱姓的先祖所開墾，聚落位置在中洲庄頭的最東邊，因而此聚落又稱之為東頭邱。臺灣光復初期曾設村名為東和村，之後因1968年學甲升格為鎮級單位，故此地又改為東和里，1982年時在現代行政區的歸屬畫分則又併入光華里，東頭角成為當時光華里最南邊的傳統聚落。至於光華里，舊時俗稱為過港仔，原因為此里隔著一大排水溝因而得名。此區域之後在學甲升格為鎮之後設里，但因在臺灣光復後本地第一任的里長，其家族經營一個劇團名稱為光華興歌劇團，因此又將過港仔改名光華，這就是目前光華里的里名由來。
在傳統聚落未消失前，有部分東頭角邱姓的族人移墾於北門區的蘆竹溝，逐漸形成一個血緣性的組織，並組成的宗族團體或祭祀公業，這些單位也就為該地主要的血緣團體，祭祀公業在庄頭中的功能同時也是重要的一個家族性團體，基於此因素東頭角的邱仔角名稱也就形成。 

## 宗教
慈福宮為東頭角聚落的角頭廟，又稱為姓邱仔廟或者姓邱廟，主祀有李府千歲、池府千歲與文衡帝君（關聖帝君）等神祇，歲時以李府千歲聖誕為主要祭典。 慈福宮初於日昭和10年（1935年）創建公厝，之後又於1935年由庄民邱三財、邱章、邱朝成、邱文桃等發動重修，並訂立廟名為慈福宮，今日南方式樣的廟宇形式為1968年時所重建。此外，廟宇北側為南臺灣第一團高蹺陣所在地，是邱土側、邱文中兩兄弟創團於1954年前後，此團也是臺南地區成立最早的高蹺陣，原屬於慈福宮參加學甲上白礁的專屬陣頭，後來因應聘各地表演逐漸增多而成為職業陣頭，目前亦獲得文化部列為國家重要民俗文化。

## 宗祠
中洲陳姓的「陳桂記大宗祠」坐落於東頭角聚落的庄頭東邊，建於1961年，祠內供奉著學甲開臺始祖陳一貴，以及其祂陳氏歷代先祖的神主牌位，同時其內也奉祀著開漳聖王（陳元光），宗祠於1996年時曾經過增建祠前牌樓，及至2000年時又再次進行擴建並將原有的建築物重新做整修。中洲地區的陳姓家族其產業頗大，因此宗祠最早採便採以管理長制度，起初是族人中的陳順治擔任，其次為陳河南擔任再來便是由學甲的聞人陳華宗。在管理長制度行之多屆之後，繼而又改成立董事會其首屆會長為陳哮，後又於2003年初又再次改為財團法人制度至今，族人中陳連益為首屆董事長。 

## 圖集

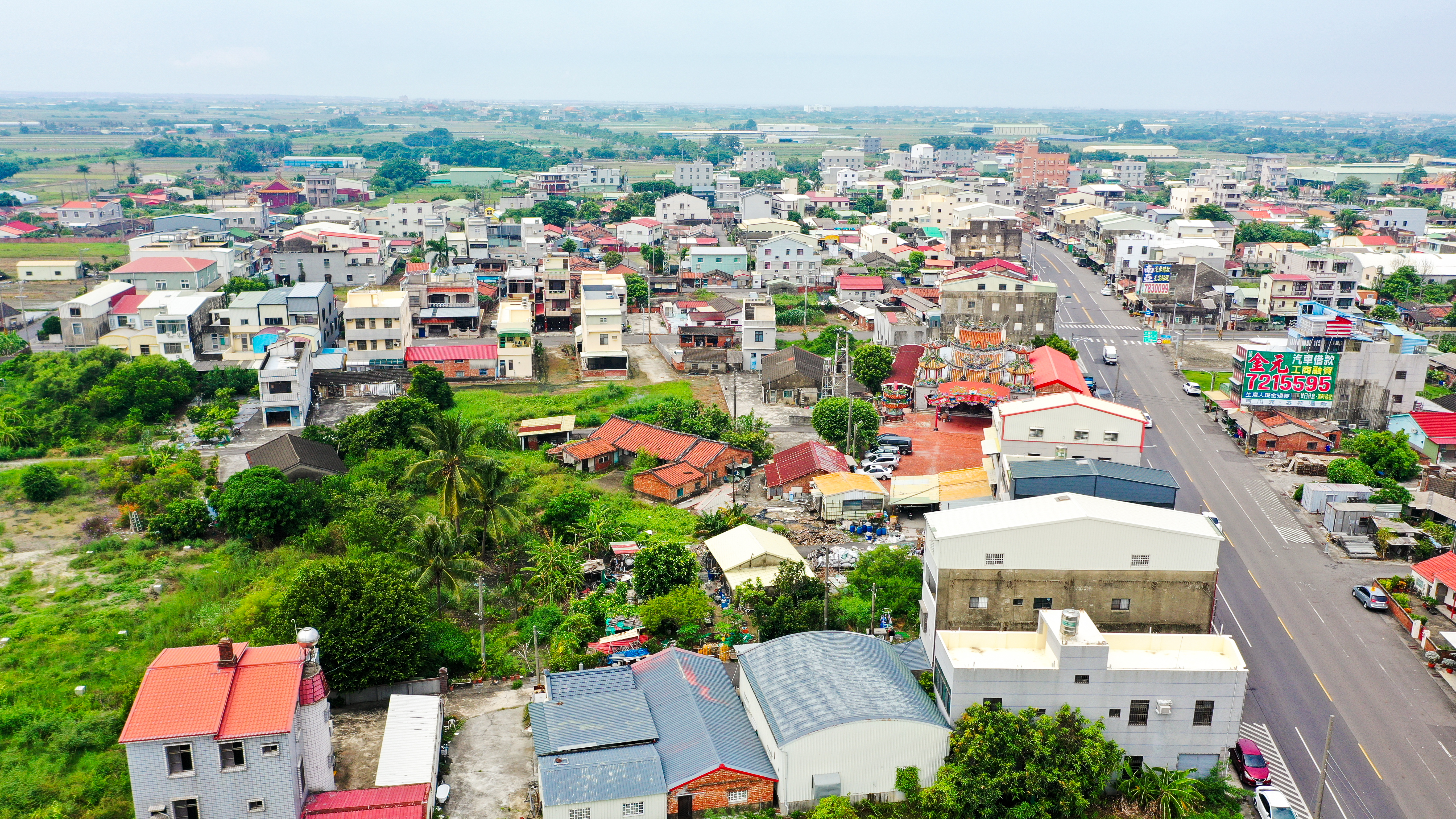
學甲中洲東頭角-空照
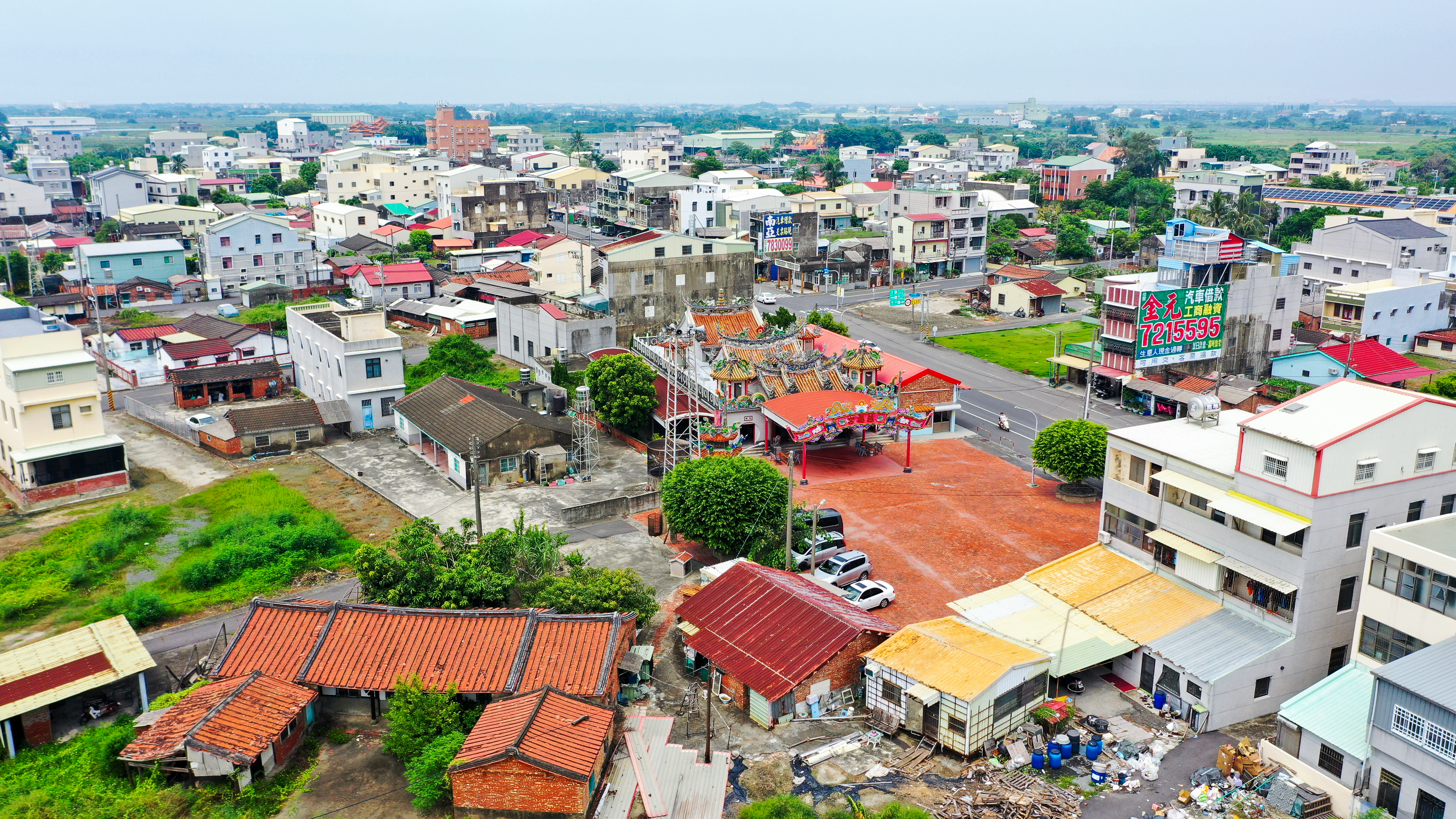
學甲中洲東頭角-角頭廟慈福宮鳥瞰
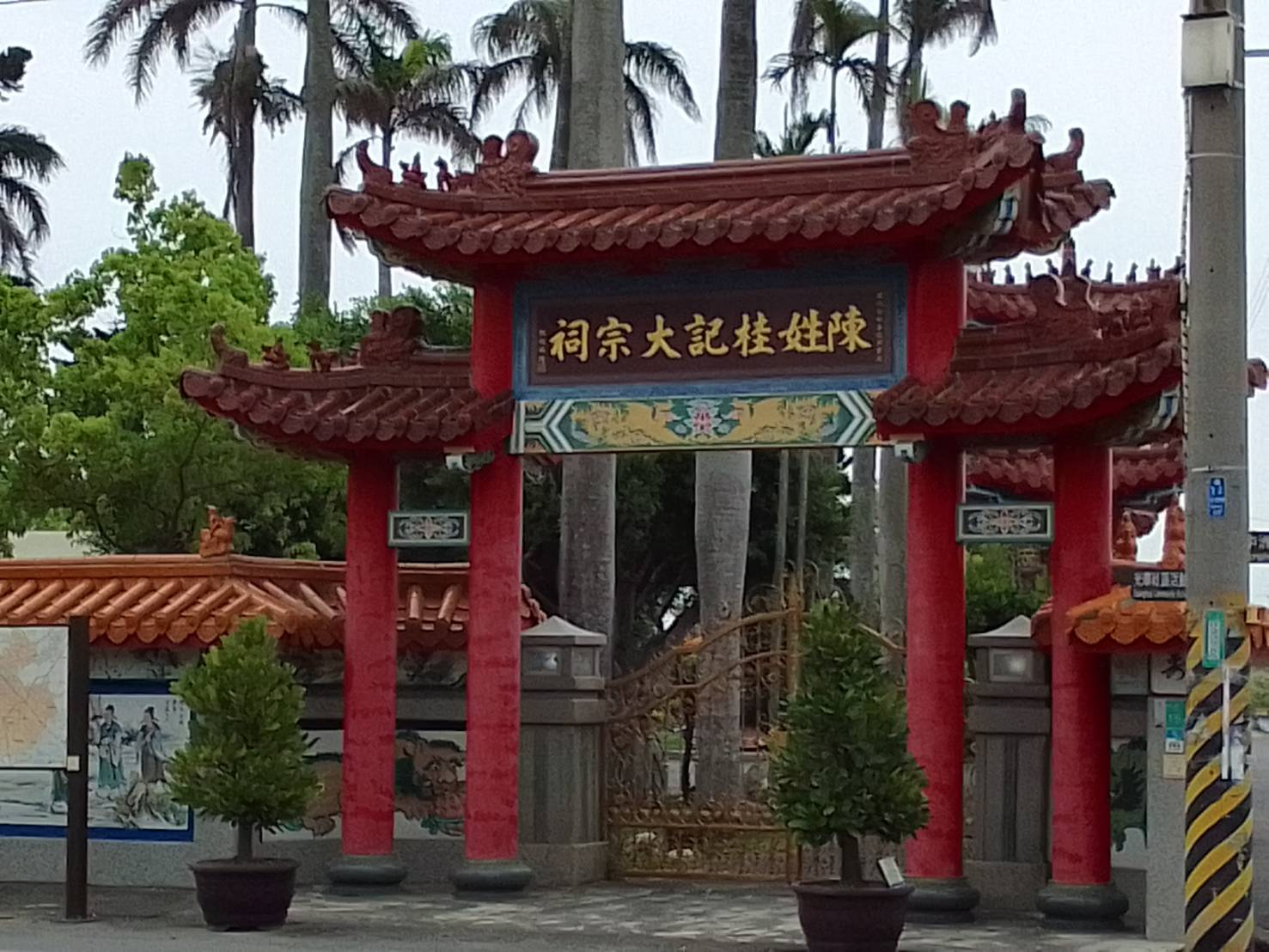
學甲中洲東頭角-陳桂記大宗祠
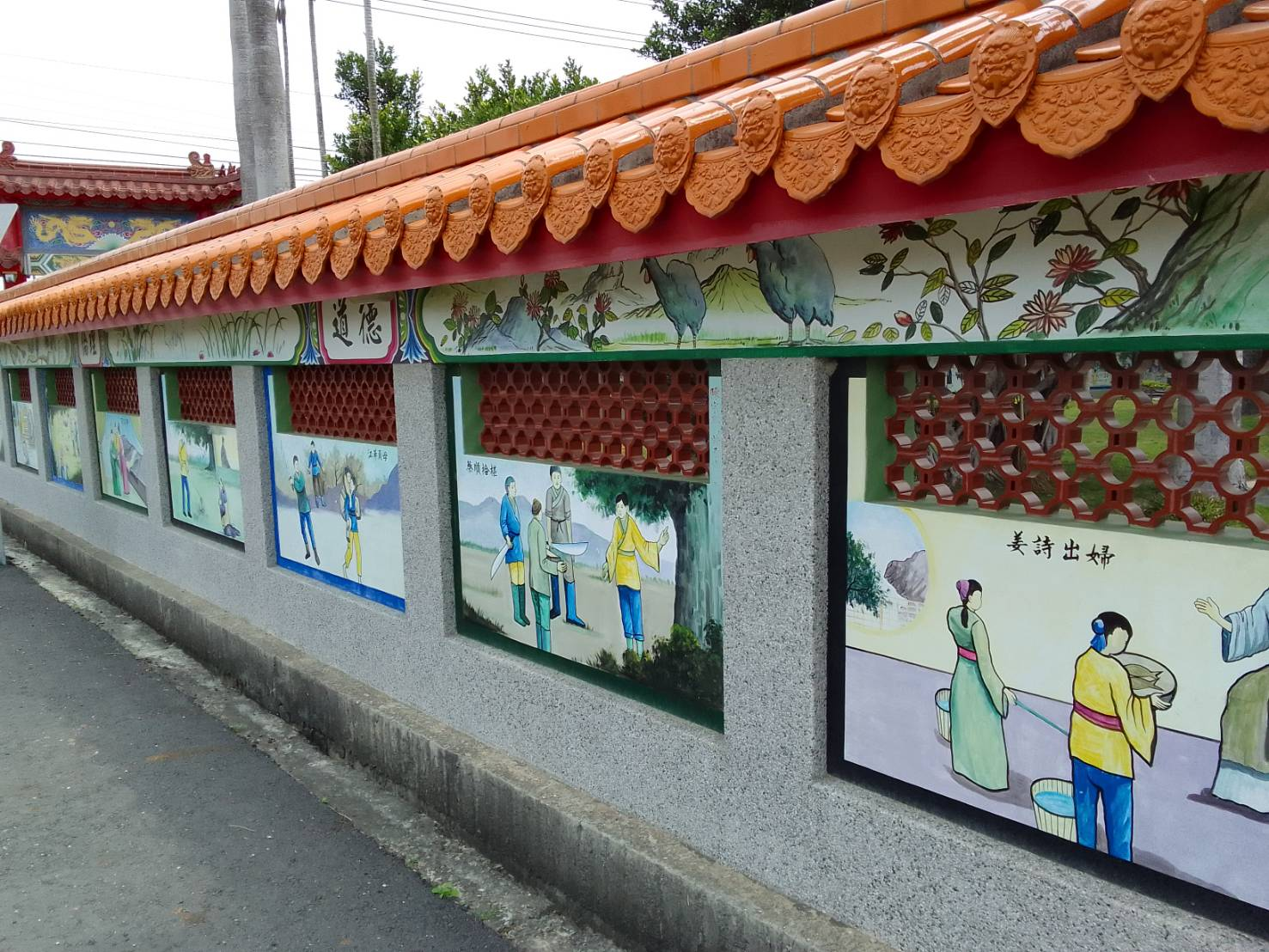
學甲中洲陳桂記大宗祠-牆壁孝親彩繪